# Tucanje, Petnjica
Tucanje este un sat din comuna Petnjica, Muntenegru. Conform datelor de la recensământul din 2003, localitatea are 378 de locuitori (la recensământul din 1991 erau 650 de locuitori).

## Demografie
În satul Tucanje locuiesc 295 de persoane adulte, iar vârsta medie a populației este de 36,9 de ani (34,3 la bărbați și 39,9 la femei). În localitate sunt 103 gospodării, iar numărul mediu de membri în gospodărie este de 3,67.
Populația localității este foarte eterogenă.
|  |

| Demografie | Demografie | Demografie |
| An         | Locuitori  | Locuitori  |
| ---------- | ---------- | ---------- |
|            |            |            |
|            |            |            |
|            |            |            |
|            |            |            |
| 1948       | 569        |            |
| 1953       | 633        |            |
| 1961       | 627        |            |
| 1971       | 709        |            |
| 1981       | 684        |            |
| 1991       | 650        | 586        |
| 2003       | 655        | 378        |

| \| Componența etnică conform recensământului din 2003[2] \| Componența etnică conform recensământului din 2003[2] \| Componența etnică conform recensământului din 2003[2] \| Componența etnică conform recensământului din 2003[2] \| Componența etnică conform recensământului din 2003[2] \| \| ----------------------------------------------------- \| ----------------------------------------------------- \| ----------------------------------------------------- \| ----------------------------------------------------- \| ----------------------------------------------------- \| \| \| \| \| \| \| \| Musulmani \| Musulmani \| \| 198 \| 52,38% \| \| Bosniaci \| Bosniaci \| \| 168 \| 44,44% \| \| Muntenegreni \| Muntenegreni \| \| 10 \| 2,64% \| \| Rusi \| Rusi \| \| 1 \| 0,26% \| \| necunoscută \| necunoscută \| \| 1 \| 0,26% \| |              |  |     |        |
| Componența etnică conform recensământului din 2003 |              |  |     |        |
| |              |  |     |        |
| Musulmani | Musulmani    |  | 198 | 52,38% |
| Bosniaci | Bosniaci     |  | 168 | 44,44% |
| Muntenegreni | Muntenegreni |  | 10  | 2,64%  |
| Rusi | Rusi         |  | 1   | 0,26%  |
| necunoscută | necunoscută  |  | 1   | 0,26%  |